# Bright Eyes
Bright Eyes – amerykańska grupa indierockowa, założona w Omaha, w stanie Nebraska przez 15-letniego wówczas gitarzystę i piosenkarza Conora Obersta.

## Dyskografia

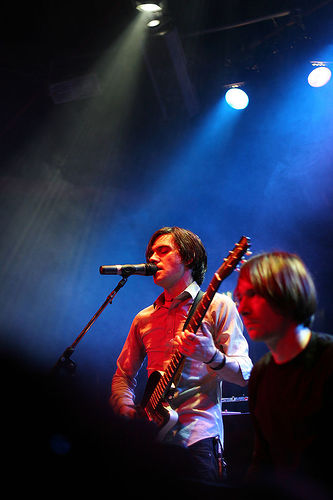
Conor Oberst

### Albumy
- A Collection of Songs Written and Recorded 1995-1997 (1998)
- Letting Off the Happiness (1998)
- Fevers and Mirrors (2000)
- Lifted or The Story Is in the Soil, Keep Your Ear to the Ground (2002)
- A Christmas Album (2002)
- I'm Wide Awake, It's Morning (2005)
- Digital Ash in a Digital Urn (2005)
- Motion Sickness: Live Recordings (2005)
- Cassadaga (2007)
- The People's Key (2011)

### Single i EP
- 1999
  - Every Day and Every Night
- 2000
  - Blood of the Young
- 2000
  - 3 New Hit Songs From Bright Eyes
- 2001
  - Don't Be Frightened Of Turning The Page
  - Oh Holy Fools: The Music of Son, Ambulance & Bright Eyes
- 2002
  - There Is No Beginning To The Story
  - Lover I Don't Have To Love
- 2004
  - "Take It Easy (Love Nothing)
  - Lua"
- 2005
  - First Day of My Life
  - Easy/Lucky/Free
- 2007
  - Four Winds EP
  - Hot Knives / If The Brakeman Turns My Way